# Пештішань (комуна)
Пештішань, Пештішані (рум. Peștișani) — комуна у повіті Горж в Румунії. До складу комуни входять такі села (дані про населення за 2002 рік):
- Бороштень (504 особи)
- Бредічень (746 осіб)
- Гурень (429 осіб)
- Пештішань (1283 особи)
- Сеука (166 осіб)
- Фринчешть (800 осіб)
- Хобіца (325 осіб)

Комуна розташована на відстані 251 км на захід від Бухареста, 18 км на захід від Тиргу-Жіу, 103 км на північний захід від Крайови.

## Населення
За даними перепису населення 2002 року у комуні проживали 4253 особи.
Національний склад населення комуни:
| Національність | Кількість осіб | Відсоток |
| -------------- | -------------- | -------- |
| румуни         | 4207           | 98,9%    |
| цигани         | 41             | 1,0%     |
| угорці         | 5              | 0,1%     |

Рідною мовою назвали:
| Мова      | Кількість осіб | Відсоток |
| --------- | -------------- | -------- |
| румунська | 4209           | 99,0%    |
| циганська | 39             | 0,9%     |
| угорська  | 5              | 0,1%     |

Склад населення комуни за віросповіданням:
| Релігія       | Кількість осіб | Відсоток |
| ------------- | -------------- | -------- |
| православні   | 4232           | 99,5%    |
| п'ятдесятники | 14             | 0,3%     |
| римо-католики | 2              | < 0,1%   |
| адвентисти    | 2              | < 0,1%   |
| реформати     | 1              | < 0,1%   |